# Женская Лига чемпионов ЕКВ 2012/2013
13-й розыгрыш женской Лиги чемпионов ЕКВ (53-й с учётом Кубка европейских чемпионов) проходил с 23 октября 2012 по 10 марта 2013 года с участием 24 клубных команд из 11 стран-членов Европейской конфедерации волейбола. Финальный этап был проведён в Стамбуле (Турция). Победителем турнира во 2-й раз в своей истории стала турецкая команда «Вакыфбанк» (Стамбул).

## Система квалификации
18 мест в Лиге чемпионов 2012/2013 были распределены по рейтингу ЕКВ на 2012 год, учитывающему результаты выступлений клубных команд стран-членов ЕКВ в еврокубках на протяжении трёх сезонов (2008/2009—2010/2011). Согласно ему места в Лиге получили клубы из 11 стран: Россия (3 команды), Италия, Турция, Франция, Польша, Сербия (все по 2), Румыния, Азербайджан, Испания, Германия и Хорватия (по 1 команде). Ещё 6 мест должны были быть распределены по спецприглашению ЕКВ (wildcard). После отказа от участия в Лиге клубов из Испании, Хорватии, а также одного из двух представителей Сербии число вакансий выросло до девяти. Эти места получили Италия, Турция, Польша, Румыния, Азербайджан (2 команды), Германия, Швейцария и Чехия .

## Команды-участницы
| Страна      | Команда                                |                                                                      |
| ----------- | -------------------------------------- | -------------------------------------------------------------------- |
| Россия      | «Динамо-Казань» (Казань)               | Чемпион России 2012                                                  |
| Россия      | «Динамо» (Москва)                      | Обладатель Кубка России 2011                                         |
| Россия      | «Уралочка»-НТМК (Свердловская область) | 3-й призёр чемпионата России 2012                                    |
| Италия      | «Унендо-Ямамай» (Бусто-Арсицио)        | Чемпион Италии 2012                                                  |
| Италия      | «Асистел Карнаги» (Вилла-Кортезе)      | 2-й призёр чемпионата Италии 2012                                    |
| Италия      | «Робур Тибони» (Урбино)                | по итогам чемпионата Италии 2012 (3-е место в регулярном первенстве) |
| Турция      | «Эджзачибаши» (Стамбул)                | Чемпион Турции 2012                                                  |
| Турция      | «Вакыфбанк» (Стамбул)                  | 2-й призёр чемпионата Турции 2012                                    |
| Турция      | «Галатасарай» (Стамбул)                | по итогам чемпионата Турции 2012 (4-е место)                         |
| Франция     | «Расинг Клуб де Канн» (Канны)          | Чемпион Франции 2012                                                 |
| Франция     | АСПТТ «Мюлуз» (Мюлуз)                  | 2-й призёр чемпионата Франции 2012                                   |
| Польша      | «Атом Трефл» (Сопот)                   | Чемпион Польши 2012                                                  |
| Польша      | «Таурон» (Домброва-Гурнича)            | Обладатель Кубка Польши 2012                                         |
| Польша      | «Мушинянка-Факро» (Мушина)             | 2-й призёр чемпионата Польши 2012                                    |
| Сербия      | «Црвена Звезда» (Белград)              | Чемпион Сербии 2012                                                  |
| Румыния     | «Томис» (Констанца)                    | Чемпион Румынии 2012                                                 |
| Румыния     | «Динамо» (Бухарест)                    | Обладатель Кубка Румынии 2012                                        |
| Азербайджан | «Рабита» (Баку)                        | Чемпион Азербайджана 2012                                            |
| Азербайджан | «Локомотив» (Баку)                     | 2-й призёр чемпионата Азербайджана 2012                              |
| Азербайджан | «Азеррейл» (Баку)                      | Обладатель Кубка вызова ЕКВ 2011                                     |
| Германия    | «Шверинер» (Шверин)                    | Чемпион Германии 2012                                                |
| Германия    | «Дрезднер» (Дрезден)                   | 2-й призёр чемпионата Германии 2012                                  |
| Швейцария   | «Волеро» (Цюрих)                       | Чемпион Швейцарии 2012                                               |
| Чехия       | АГЕЛ «Простеёв» (Простеёв)             | Чемпион Чехии 2012                                                   |

## Система проведения розыгрыша
Соревнования состоят из предварительного этапа, двух раундов плей-офф и финального этапа. На предварительном этапе 24 команды-участницы разбиты на 6 групп. В группах команды играют с разъездами в два круга. За победы со счётом 3:0 и 3:1 команды получают по 3 очка, за победы 3:2 — по 2 очка, за поражения 2:3 — по 1 очку, за поражения 0:3 и 1:3 очки не начисляются. В плей-офф выходят по две лучшие команды из групп и одна команда, имеющие лучшие показатели среди занявших в группах третьи места. Из числа команд, вышедших в плей-офф, выбирается хозяин финального этапа и допускается непосредственно в финальный раунд розыгрыша.
12 команд-участниц 1/8-финала плей-офф (плей-офф 12) делятся на пары и проводят между собой по два матча с разъездами. Победителем пары выходит команда, одержавшая две победы. В случае равенства побед в независимости от соотношения партий по сумме двух матчей назначается дополнительный сет, победивший в котором выходит в 1/4-финала плей-офф.
6 команд-участниц четвертьфинала плей-офф (плей-офф 6) по такой же системе определяют трёх участников финального этапа, где к ним присоединяется команда-хозяин финала.
Финальный этап проводится в формате «финала четырёх» — полуфинал и два финала (за 3-е и 1-е места).
Жеребьёвка предварительного этапа прошла в Вене 29 июня 2012 года. По её результатам команды распределены на 6 групп.
| Группа A                                                                                         | Группа B                                                                                  | Группа C                                                                           |
| ------------------------------------------------------------------------------------------------ | ----------------------------------------------------------------------------------------- | ---------------------------------------------------------------------------------- |
| «Уралочка»-НТМК Свердловская обл. «Вакыфбанк» Стамбул «Расинг Клуб де Канн» Канны «Волеро» Цюрих | «Асистел Карнаги» Вилла-Кортезе «Атом Трефл» Сопот «Рабита» Баку АГЕЛ «Простеёв» Простеёв | «Ямамай» Бусто-Арсицио «Галатасарай» Стамбул АСПТТ «Мюлуз» Мюлуз «Динамо» Бухарест |

| Группа D                                                                           | Группа E                                                                         | Группа F                                                                          |
| ---------------------------------------------------------------------------------- | -------------------------------------------------------------------------------- | --------------------------------------------------------------------------------- |
| «Эджзачибаши» Стамбул «Таурон» Домброва-Гурнича «Азеррейл» Баку «Дрезднер» Дрезден | «Динамо-Казань» Казань «Робур Тибони» Урбино «Томис» Констанца «Шверинер» Шверин | «Динамо» Москва «Мушинянка-Факро» Мушина «Црвена Звезда» Белград «Локомотив» Баку |

## Предварительный этап
В колонках В (выигрыши) в скобках указано число побед со счётом 3:2, в колонке П (поражения) — поражений со счётом 2:3.

### Группа А
| М | Команда                           | 1       | 2       | 3       | 4       | И | В     | П     | С/П   | О  |
| - | --------------------------------- | ------- | ------- | ------- | ------- | - | ----- | ----- | ----- | -- |
| 1 | «Вакыфбанк» Стамбул               |         | 3:0 3:2 | 3:1     | 3:0 3:2 | 6 | 6 (2) | 0     | 18:6  | 16 |
| 2 | «Расинг Клуб де Канн» Канны       | 0:3 2:3 |         | 2:3 3:2 | 3:0 3:1 | 6 | 3 (1) | 3 (2) | 13:12 | 10 |
| 3 | «Уралочка»-НТМК Свердловская обл. | 1:3     | 3:2 2:3 |         | 3:2 3:0 | 6 | 3 (2) | 3 (1) | 13:13 | 8  |
| 4 | «Волеро» Цюрих                    | 0:3 2:3 | 0:3 1:3 | 2:3 0:3 |         | 6 | 0     | 6 (2) | 5:18  | 2  |

23.10: Вакыфбанк — Волеро 3:0 (25:16, 25:16, 25:16).
24.11: РК де Канн — Уралочка-НТМК 2:3 (25:20, 23:25, 20:25, 27:25, 7:15).
31.10: Волеро — РК де Канн 0:3 (22:25, 19:25, 22:25).
1.11: Уралочка-НТМК — Вакыфбанк 1:3 (23:25, 25:22, 24:26, 13:25).
14.11: Вакыфбанк — РК де Канн 3:0 (25:17, 25:14, 25:21).
14.11: Волеро — Уралочка-НТМК 2:3 (25:21, 25:23, 21:25, 17:25, 9:15).
21.11: Уралочка-НТМК — Волеро 3:0 (25:22, 25:18, 25:19).
21.11: РК де Канн — Вакыфбанк 2:3 (25:22, 25:16, 20:25, 15:25, 11:15).
4.12: РК де Канн — Волеро 3:1 (25:15, 25:20, 20:25, 25:22).
5.12: Вакыфбанк — Уралочка-НТМК 3:1 (25:20, 23:25, 25:20, 25:21).
11.12: Уралочка-НТМК — РК де Канн 2:3 (25:20, 23:25, 25:21, 12:25, 3:15).
11.12: Волеро — Вакыфбанк 2:3 (26:24, 21:25, 18:25, 25:21, 7:15).

### Группа В
| М | Команда                         | 1       | 2       | 3       | 4       | И | В | П | С/П   | О  |
| - | ------------------------------- | ------- | ------- | ------- | ------- | - | - | - | ----- | -- |
| 1 | «Рабита» Баку                   |         | 3:0 3:1 | 3:1     | 3:0     | 6 | 6 | 0 | 18:3  | 18 |
| 2 | «Атом Трефл» Сопот              | 0:3 1:3 |         | 1:3 3:0 | 3:0     | 6 | 3 | 3 | 11:9  | 9  |
| 3 | «Асистел Карнаги» Вилла-Кортезе | 1:3     | 3:1 0:3 |         | 3:1 3:0 | 6 | 3 | 3 | 11:11 | 9  |
| 4 | АГЕЛ «Простеёв» Простеёв        | 0:3     | 0:3     | 1:3 0:3 |         | 5 | 0 | 6 | 1:18  | 0  |

24.10: Асистел Карнаги — Атом Трефл 3:1 (25:16, 26:24, 21:25, 25:23).
24.10: АГЕЛ Простеёв — Рабита 0:3 (21:25, 23:25, 13:25).
30.10: Атом Трефл — АГЕЛ Простеёв 3:0 (26:24, 25:17, 25:16).
1.11: Рабита — Асистел Карнаги 3:1 (25:15, 22:25, 25:21, 25:22).
13.11: Атом Трефл — Рабита 0:3 (19:25, 22:25, 25:27).
14.11: Асистел Карнаги — АГЕЛ Простеёв 3:1 (25:23, 25:19, 22:25, 25:22).
21.11: АГЕЛ Простеёв — Асистел Карнаги 0:3 (15:25, 18:25, 19:25).
22.11: Рабита — Атом Трефл 3:1 (25:11, 23:25, 27:25, 25:21).
5.12: АГЕЛ Простеёв — Атом Трефл 0:3 (15:25, 16:25, 24:26).
5.12: Асистел Карнаги — Рабита 1:3 (20:25, 13:25, 25:17, 20:25).
11.12: Рабита — АГЕЛ Простеёв 3:0 (25:17, 25:23, 25:15).
11.12: Атом Трефл — Асистел Карнаги 3:0 (25:21, 25:18, 25:15).

### Группа С
| М | Команда                       | 1       | 2       | 3       | 4       | И | В     | П     | С/П  | О  |
| - | ----------------------------- | ------- | ------- | ------- | ------- | - | ----- | ----- | ---- | -- |
| 1 | «Галатасарай» Стамбул         |         | 3:1 3:2 | 2:3 3:1 | 3:1 3:0 | 6 | 5 (1) | 1 (1) | 17:8 | 15 |
| 2 | «Унендо-Ямамай» Бусто-Арсицио | 1:3 2:3 |         | 3:1 3:0 | 3:1 3:0 | 6 | 4     | 2 (1) | 15:8 | 13 |
| 3 | «Динамо» Бухарест             | 3:2 1:3 | 1:3 0:3 |         | 1:3 3:1 | 6 | 2 (1) | 4     | 9:15 | 5  |
| 4 | АСПТТ «Мюлуз» Мюлуз           | 1:3 0:3 | 1:3 0:3 | 3:1 1:3 |         | 6 | 1     | 5     | 6:16 | 3  |

24.10: Динамо — Унендо-Ямамай 1:3 (23:25, 15:25, 25:14, 22:25).
25.10: Галатасарай — Мюлуз 3:1 (18:25, 25:19, 25:15, 25:23).
30.10: Мюлуз — Динамо 3:1 (25:23, 25:12, 23:25, 25:15).
1.11: Унендо-Ямамай — Галатасарай 1:3 (23:25, 25:22, 24:26, 13:25).
13.11: Мюлуз — Унендо-Ямамай 1:3 (19:25, 28:30, 25:20, 20:25).
15.11: Галатасарай — Динамо 2:3 (25:21, 23:25, 25:18, 14:25, 10:15).
20.11: Динамо — Галатасарай 1:3 (25:21, 13:25, 13:25, 24:26).
22.11: Унендо-Ямамай — Мюлуз 3:0 (25:13, 25:20, 25:17).
5.12: Динамо — Мюлуз 3:1 (23:25, 25:14, 25:20, 25:13).
6.12: Галатасарай — Унендо-Ямамай 3:2 (23:25, 25:19, 25:18, 19:25, 15:13).
11.12: Унендо-Ямамай — Динамо 3:0 (25:21, 26:24, 25:11).
11.12: Мюлуз — Галатасарай 0:3 (22:25, 13:25, 18:25).

### Группа D
| М | Команда                   | 1       | 2       | 3       | 4       | И | В     | П     | С/П   | О  |
| - | ------------------------- | ------- | ------- | ------- | ------- | - | ----- | ----- | ----- | -- |
| 1 | «Эджзачибаши» Стамбул     |         | 3:0 3:1 | 3:1     | 3:0 3:2 | 6 | 6 (1) | 0     | 18:5  | 17 |
| 2 | «Азеррейл» Баку           | 0:3 1:3 |         | 3:1 2:3 | 3:1 1:3 | 6 | 2     | 4 (1) | 10:14 | 7  |
| 3 | «Таурон» Домброва-Гурнича | 1:3     | 1:3 3:2 |         | 2:3 3:0 | 6 | 2 (1) | 4 (1) | 11:14 | 6  |
| 4 | «Дрезднер» Дрезден        | 0:3 2:3 | 1:3 3:1 | 3:2 0:3 |         | 6 | 2 (1) | 4 (1) | 9:15  | 6  |

24.10: Азеррейл — Дрезднер 3:1 (23:25, 25:14, 25:14, 25:17).
24.10: Таурон — Эджзачибаши 1:3 (25:20, 22:25, 16:25, 21:25).
31.10: Эджзачибаши — Азеррейл 3:0 (25:22, 25:23, 25:12).
31.10: Дрезднер — Таурон 3:2 (25:21, 19:25, 26:24, 21:25, 15:12).
14.11: Азеррейл — Таурон 3:1 (22:25, 25:12, 25:20, 25:17).
14.11: Дрезднер — Эджзачибаши 0:3 (24:26, 19:25, 14:25).
20.11: Таурон — Азеррейл 3:2 (18:25, 20:25, 25:10, 25:23, 15:13).
22.11: Эджзачибаши — Дрезднер 3:2 (23:25, 25:18, 23:25, 25:22, 15:12).
4.12: Таурон — Дрезднер 3:0 (27:25, 25:17, 25:23).
5.12: Азеррейл — Эджзачибаши 1:3 (25:23, 21:25, 16:25, 21:25).
11.12: Эджзачибаши — Таурон 3:1 (23:25, 26:24, 25:19, 26:24).
11.12: Дрезднер — Азеррейл 3:1 (26:24, 25:23, 15:25, 25:22).

### Группа Е
| М | Команда                | 1       | 2       | 3       | 4       | И | В     | П     | С/П  | О  |
| - | ---------------------- | ------- | ------- | ------- | ------- | - | ----- | ----- | ---- | -- |
| 1 | «Динамо-Казань» Казань |         | 2:3 0:3 | 3:0     | 3:0     | 6 | 4     | 2 (1) | 14:6 | 13 |
| 2 | «Шверинер» Шверин      | 3:2 3:0 |         | 2:3 3:0 | 1:3 3:0 | 6 | 4 (1) | 2 (1) | 15:8 | 12 |
| 3 | «Томис» Констанца      | 0:3     | 3:2 0:3 |         | 3:1 3:2 | 6 | 3 (2) | 3     | 9:14 | 7  |
| 4 | «Робур Тибони» Урбино  | 0:3     | 3:1 0:3 | 1:3 2:3 |         | 6 | 1     | 5 (1) | 6:16 | 4  |

23.10: Робур Тибони — Томис 1:3 (24:26, 17:25, 25:20, 19:25).
24.10: Шверинер — Динамо-Казань 3:2 (21:25, 25:14, 25:23, 21:25, 15:13).
30.10: Томис — Шверинер 3:2 (25:11, 29:27, 16:25, 21:25, 17:15).
31.10: Динамо-Казань — Робур Тибони 3:0 (25:19, 25:13, 25:14).
13.11: Томис — Динамо-Казань 0:3 (15:25, 12:25, 18:25).
13.11: Робур Тибони — Шверинер 3:1 (25:20, 25:22, 21:25, 25:16).
21.11: Динамо-Казань — Томис 3:0 (26:24, 25:19, 25:17).
21.11: Шверинер — Робур Тибони 3:0 (25:21, 25:6, 25:19).
4.12: Робур Тибони — Динамо-Казань 0:3 (26:28, 21:25, 17:25).
5.12: Шверинер — Томис 3:0 (25:22, 25:23, 25:15).
11.12: Динамо-Казань — Шверинер 0:3 (16:25, 17:25, 19:25).
11.12: Томис — Робур Тибони 3:2 (25:22, 25:13, 18:25, 22:25, 15:13).

### Группа F
| М | Команда                  | 1       | 2       | 3       | 4       | И | В     | П     | С/П   | О  |
| - | ------------------------ | ------- | ------- | ------- | ------- | - | ----- | ----- | ----- | -- |
| 1 | «Локомотив» Баку         |         | 3:0 2:3 | 3:1 3:2 | 3:2 3:0 | 6 | 5 (2) | 1 (1) | 17:8  | 14 |
| 2 | «Динамо» Москва          | 0:3 3:2 |         | 3:2     | 3:1     | 6 | 5 (3) | 1     | 15:11 | 12 |
| 3 | «Мушинянка-Факро» Мушина | 1:3 2:3 | 2:3     |         | 3:0     | 6 | 2     | 4 (3) | 13:12 | 9  |
| 4 | «Црвена Звезда» Белград  | 2:3 0:3 | 1:3     | 0:3     |         | 6 | 0     | 6 (1) | 4:18  | 1  |

23.10: Црвена Звезда — Локомотив 2:3 (14:25, 27:25, 25:23, 17:25, 11:15).
24.10: Динамо — Мушинянка-Факро 3:2 (24:26, 25:21, 25:18, 20:25, 15:12).
31.10: Локомотив — Динамо 3:0 (25:20, 25:18, 25:13).
31.10: Мушинянка-Факро — Црвена Звезда 3:0 (25:13, 25:13, 25:15).
15.11: Динамо — Црвена Звезда 3:1 (25:13, 25:17, 23:25, 25:14).
15.11: Мушинянка-Факро — Локомотив 1:3 (20:25, 25:11, 17:25, 15:25).
20.11: Црвена Звезда — Динамо 1:3 (26:24, 18:25, 16:25, 20:25).
21.11: Локомотив — Мушинянка-Факро 3:2 (25:22, 22:25, 25:19, 20:25, 15:6).
4.12: Црвена Звезда — Мушинянка-Факро 0:3 (19:25, 17:25, 20:25).
6.12: Динамо — Локомотив 3:2 (22:25, 21:25, 25:14, 25:22, 15:12).
11.12: Мушинянка-Факро — Динамо 2:3 (25:21, 28:30, 25:17, 16:25, 10:15).
11.12: Локомотив — Црвена Звезда 3:0 (25:21, 25:13, 25:17).

### Итоги
По итогам предварительного этапа в 1-й раунд плей-офф вышли по две лучшие команды из групп. Из их числа выбран хозяин финального этапа, которым стал турецкий «Галатасарай», получивший прямой допуск в финал четырёх. Также в плей-офф вышла команда «Асистел Карнаги», как лучшая из числа команд, занявших в группах третьи места.

## Плей-офф

### 1/8-финала
16—17 января/ 23—24 января 2013.
 «Расинг Клуб де Канн» (Канны) —  «Рабита» (Баку)
16 января. 1:3 (17:25, 25:15, 19:25, 19:25).
24 января. 0:3 (19:25, 18:25, 17:25).
 «Динамо» (Москва) —  «Динамо-Казань» (Казань)
16 января. 1:3 (22:25, 21:25, 28:26, 21:25).
23 января. 2:3 (27:29, 16:25, 25:16, 25:21, 13:15).
 «Асистел Карнаги» (Вилла-Кортезе) —  «Эджзачибаши» (Стамбул)
17 января. 1:3 (23:25, 25:21, 29:31, 17:25).
24 января. 2:3 (20:25, 25:15, 17:25, 25:15, 9:15).
 «Атом Трефл» (Сопот) —  «Вакыфбанк» (Стамбул)
16 января. 1:3 (25:23, 18:25, 15:25, 21:25).
24 января. 0:3 (19:25, 23:25, 16:25).
 «Шверинер» (Шверин) —  «Унендо-Ямамай» (Бусто-Арсицио)
16 января. 3:2 (11:25, 25:22, 25:17, 13:25, 15:13).
24 января. 1:3 (23:25, 21:25, 25:18, 18:25). Дополнительный сет 10:15.
 «Азеррейл» (Баку) —  «Локомотив» (Баку)
16 января. 3:0 (25:20, 25:21, 25:22).
23 января. 3:0 (25:20, 25:18, 25:22).

### Четвертьфинал
5—7 февраля/ 13—14 февраля 2013.
 «Динамо-Казань» (Казань) —  «Рабита» (Баку)
7 февраля. 1:3 (19:25, 25:23, 20:25, 21:25).
14 февраля. 1:3 (18:25, 14:25, 25:19, 20:25).
 «Вакыфбанк» (Стамбул) —  «Эджзачибаши» (Стамбул)
7 февраля. 3:1 (25:23, 23:25, 25:17, 25:15).
14 февраля. 3:1 (25:19, 22:25, 25:16, 28:26).
 «Унендо-Ямамай» (Бусто-Арсицио) —  «Азеррейл» (Баку)
5 февраля. 3:2 (25:17, 16:25, 20:25, 25:23, 15:8).
13 февраля. 0:3 (23:25, 18:25, 21:25). Дополнительный сет 15:11.

## Финал четырёх
9—10 марта 2013.  Стамбул.
Участники:
 «Галатасарай» (Стамбул) 

 «Рабита» (Баку) 

 «Вакыфбанк» (Стамбул) 

 «Унендо-Ямамай» (Бусто-Арсицио)

### Полуфинал
9 марта
 «Рабита» —  «Унендо-Ямамай»
3:2 (25:14, 25:16, 27:29, 19:25, 15:6)
«Вакыфбанк» --  «Галатасарай»
3:0 (28:26, 25:17, 25:21)

### Матч за 3-е место
10 марта
 «Унендо-Ямамай» —  «Галатасарай»
3:2 (25:21, 25:15, 23:25, 22:25, 15:11)

### Финал
| 10 марта 2013 | \| «Вакыфбанк» (Стамбул) \| 3:0 cev.eu \| «Рабита» (Баку) \| \| Гёзде Кырдар-Сонсырма (10) Бахар Токсой (5) Йована Бракочевич (14) Малгожата Глинка (12) Кристиане Фюрст (11) Наз Айдемир (5) Гизем Гюрешен (либеро) Айше-Мелис Гюркайнак (1) Саори Кимура Гюльдениз Онал \| Голы \| Наташа Крсманович (5) Маделейн Монтано (13) Аурея Круз (10) Фольюк Акинрейдью (9) Катажина Скорупа (2) Добряна Рабаджиева (6) Бренда Кастильо (либеро) Александра Фомина Ангелина Хюбнер-Грюн Ирина Жукова (1) Саня Старович \| | Стамбул Burhan Felek Voleybol Salonu 4000 зрителей |
| Счёт по партиям — 25:17, 25:20, 25:23. Время матча — 1 час 24 минуты. Судьи: Сусана Родригес Хатива, Горан Градински.                                                                                     | | |
| «Вакыфбанк» (Стамбул) | 3:0 cev.eu | «Рабита» (Баку) |
| Гёзде Кырдар-Сонсырма (10) Бахар Токсой (5) Йована Бракочевич (14) Малгожата Глинка (12) Кристиане Фюрст (11) Наз Айдемир (5) Гизем Гюрешен (либеро) Айше-Мелис Гюркайнак (1) Саори Кимура Гюльдениз Онал | Голы | Наташа Крсманович (5) Маделейн Монтано (13) Аурея Круз (10) Фольюк Акинрейдью (9) Катажина Скорупа (2) Добряна Рабаджиева (6) Бренда Кастильо (либеро) Александра Фомина Ангелина Хюбнер-Грюн Ирина Жукова (1) Саня Старович |

### Итоги

#### Положение команд
| «Вакыфбанк» Стамбул           |
| «Рабита» Баку                 |
| «Унендо-Ямамай» Бусто-Арсицио |
| 4. «Галатасарай» Стамбул      |

#### Призёры
«Вакыфбанк» (Стамбул): Гёзде Кырдар-Сонсырма, Гизем Гюрешен, Йована Бракочевич, Малгожата Глинка, Айше-Мелис Гюркайнак, Тугче Хокаоглу, Гюльдениз Онал, Бахар Токсой, Кристиане Фюрст, Полен Услупехливан, Наз Айдемир, Саори Кимура. Главный тренер — Джованни Гуидетти.
  «Рабита» (Баку): Добриана Рабаджиева, Ангелина Хюбнер-Грюн, Катажина Скорупа, Наташа Крсманович, Маделейн Монтано, Аурея Круз, Бренда Кастильо, Александра Фомина, Мира Голубович, Саня Старович, Фолуке Акинрадево, Ирина Жукова. Главный тренер — Марчелло Аббонданца.
  «Унендо-Ямамай» (Бусто-Арсицио): Джулиан Фосетт, Карли Ллойд, Марен Бринкер, Джулия Леонарди, Франческа Маркон, Кристина Бауэр, Маргарета Козух, Гильда Ломбардо, Валентина Арригетти, Валерия Каракута, Джулия Пизани, Вероника Бисконти. Главный тренер — Карло Паризи.

#### Индивидуальные призы
MVP: Йована Бракочевич («Вакыфбанк»)
Лучшая нападающая: Росир Кальдерон Диас («Галатасарай»)
Лучшая блокирующая: Наташа Крсманович («Рабита»)
Лучшая на подаче: Марен Бринкер («Унендо-Ямамай»)
Лучшая на приёме: Юко Сано («Галатасарай»)
Лучшая связующая: Наз Айдемир («Вакыфбанк»)
Лучшая либеро: Гизем Гюрешен («Вакыфбанк»)
Самая результативная: Маделейн Монтано («Рабита»)